# Ализаде, Сонита
Сонита Ализаде (род. 1996, Афганистан) — рэпперша и активистка афганского происхождения. Борется за права человека и права женщин, в частности, против практики насильственных браков. Начав свою деятельность в Иране, в настоящее время живёт в США.

## Биография
Родилась и жила в афганском Герате, пока её семья не решила бежать от режима талибов и за лучшей жизнью в Иран. Здесь Сонита дважды столкнулась с опасностью быть проданной замуж, так как её мать, сама ставшая женой в несовершеннолетнем возрасте, планировала выручить за неё 9000 долларов, семь из которых нужны были на свадьбу сына. Когда Соните было десять лет, брачные планы расстроились по не зависевшим от неё обстоятельствам, а когда исполнилось шестнадцать она отказалась возвращаться с матерью в Афганистан и выходить замуж за незнакомого человека.
В Иране Сонита впервые познакомилась с рэпом и стала писать собственные песни. Студию, готовую записать одну из них, пришлось поискать, так как в стране женщинам запрещается петь без специального разрешения. Тем не менее, песня «Невесты на продажу» была записана и стала популярной. Когда творчество Сониты появилось и набрало большое количество просмотров на YouTube, она сначала испугалась, но затем благодаря этому была замечена американскими продюсерами, разглядевшими в девушке потенциал.
Сонита получила грант и смогла уехать в США, где учит английский язык, носит европейскую одежду, пишет новые песни и критикует несправедливые по отношению к девушкам и женщинам афганские обычаи. Она касается таких тем, как принудительные и детские браки, продажа девушек, судьба человека при режиме талибов и во время вооружённого конфликта, принуждение женщин молчать и не высказывать своё мнение в исламских обществах.

## В культуре
О ней в 2015 году снят документальный фильм «Сонита» (совместное производство Германии, Швейцарии и Ирана), выигравший приз большого жюри фестиваля Сандэнс.